# 江風號驅逐艦 (白露型)
江風（日语：／ kawakaze ?）號驅逐艦，是大日本帝國海軍白露型驅逐艦的9號艦。該艦是繼浦風型江風號、江風型江風號後的第三代同名艦。太平洋戰爭時期，常活躍於戰爭最前線，在1942年（昭和17年）8月6日的維拉灣海戰中戰沒。

## 艦歷

### 珍珠港事件前
根據丸2計劃中的設計，江風號於1935年（昭和10年）4月25日在藤永田造船所動工，並於次年11月1日下水。初代艦長是原初春型驅逐艦4號艦“初霜”的山田雄二中佐。1937年5月，江風編入第二十四驅逐隊（海風、山風、江風、涼風）擔任司令艦，參與淞滬會戰，炮擊國軍陣地，射殺士兵數百人。

1940年（昭和15年）10月11日、江風和涼風參加“紀元二千六百年記念行事”艦隊觀光儀式。

### 戰爭初期
1941年（昭和16年）12月8日珍珠港事件發生時，第24驅逐隊和第四水雷戰隊、第2驅逐隊（村雨、五月雨、春雨、夕立）、第9駆逐隊（朝雲、峯雲、夏雲、山雲）同屬高橋伊望中將麾下的“比島部隊”，在南方部指揮官近藤信竹的指揮下，參與南方作戰。
菲律賓戰役後，”比島部隊“更名”蘭印部隊“，負責對荷屬東印度的戰事。1月23日，江風參與巴厘巴板戰役，一度炮擊英軍防護巡洋艦“Encounter”號致使其航速減慢。2月4日，24驅逐隊的僚艦”涼風“號被美軍潛艇SS-191的魚雷命中，被迫返航日本本土進行維修。江風與同隊剩下2艘白露型驅逐艦，參與打拉根島、望加錫和班乃島的攻略。2月22日，江風和山風編入第五戰隊。2月27日，江風參與了持續多日的爪哇海海戰。3月1日凌晨2時、第五戰隊在哨戒過程中發現戰沉的荷蘭輕巡洋艦爪哇號的生還者，江風號收容了其中37人。同日早上和盟軍發生戰鬥，期間江風號向英軍重巡洋艦埃克塞特号發射了4枚魚雷。

## 歴代艦長

### 艤装員長
1. 山田雄二 中佐：1936年12月1日[4] -

### 艦長
1. 山田雄二 中佐：1937年4月30日[4] -
2. 楢原省吾 少佐：1938年7月30日[14]
3. 吉田正義 少佐：1938年12月15日[15] -
4. 横井稔 少佐：1939年5月20日[16] -
5. 吉川潔 少佐（兼任）：1939年10月15日 - （本職：山風艦長）
6. 吉川潔 少佐：1939年11月15日 -
7. 若林一雄 少佐：1940年11月15日 -
8. 柳瀬善雄 少佐：1942年11月28日 - 1943年8月6日戰死[17]（同日，追晉中佐）[18]

## 注脚
1. ↑  #第171号の4 10.5.6江風、海風2頁
2. 1 2  #艦船要目公表範囲(昭和12年12月1日)p.4“江風|一等駆逐艦|(艦要目略)|藤永田造船所|10-4-25|11-11-1|12-4-30|(艦装備略)”
3. ↑  . 亞洲歷史資料中心 （日语）.“○驅逐艦進水 株式會社藤永田造船所ニ於テ建造中ノ驅逐艦江風昨一日進水セリ”
4. 1 2 3  昭和12年5月3日付 官報第3096号。国立国会図書館デジタルコレクション info:ndljp/pid/2959579 7頁
5. ↑  . 亞洲歷史資料中心 （日语）.“○司令驅逐艦指定 第二十四驅逐隊司令代理ハ去月三十一日司令驅逐艦ヲ江風ニ指定セリ”
6. ↑  #24dg支那事変第2回功績概見表16頁“江風|殊勲甲|(昭和十二年十二月十三日)|(略)一.敵野砲陣地ヲ壊滅シ友軍ノ南京進撃ヲ容易ナラシメタリ　二.遡江ノ途上射殺セシ敵兵約800名ニ及ブ　三.泊地水中防備施設調査|第十一戦隊旗艦ヲ一時安宅ヨリ江風ニ変更セラレ南京ニ於テ再ビ江風ヨリ安宅ニ変更セラル”
7. ↑  #紀元二千六百年特別観艦式・第三章p.1“…第2列ニハ戦艦長門陸奥伊勢山城外特務艦摂津、駆逐艦凉風江風村雨春雨夕立五月雨漣綾波浦波初雪白雪吹雪ノ十七隻整列シ…”
8. ↑  即菲律賓
9. ↑  #24dg支那事変第10回功績p.2『(略)一.十一月二十六日　新軍隊區分實施第四九州隊(指揮官第一根據地隊司令官)トシテ菲島作戰ニ関シ第三艦隊司令長官ノ指揮下ニ入リ同日「パラオ」ニ向ケ寺島水道ヲ進發ス』
10. ↑  #叢書26海軍進攻作戦262-263頁『航空制圧、船団進航』
11. ↑  #S1703五戦隊日誌(1)p.4『本作戦期間中(司令官)5Sノ直接指揮下ニ入リ或ハ指揮下ヲ離レタルモノ左ノ通』
12. ↑  #S1703五戦隊日誌(2)p.31『3-1|(1)支援隊「クラガン」北方哨戒中(28日夜戦ニテ敵艦沈没位置附近海面)0020頃漂流救助ヲ求ムルモノアリ江風ヲシテ之ヲ救助セシメタルニ蘭巡「ジャバ」乗員ニシテ37名アリ全部江風ニ救助収容ス』
13. ↑  #S1703五戦隊日誌(1)p.24『1244煙幕ノ間ニ敵巡洋艦ヲ視認シ得ルニ至レルヲ以テ再ビ射撃ヲ開始(開始距離17000米)スルト共ニ魚雷戦ヲ行ヒ1252発射終了セリ(発射雷数那智羽黒各四、山風二、江風四)』
14. ↑  . 亞洲歷史資料中心 （日语）.
15. ↑  . 亞洲歷史資料中心 （日语）.
16. ↑  . 亞洲歷史資料中心 （日语）.
17. ↑  . 亞洲歷史資料中心 （日语）.
18. ↑  . 亞洲歷史資料中心 （日语）.